# أحمد عبد الرحمن المعلمي
أحمد عبد الرحمن المعلّمي (1917-2004) هو كاتب يمني، ولد في عتمة بمحافظة ذمار حاليًا، وهو عضو في جمعية الشعر في اتحاد الكتاب العرب - سوريا، وعضو اتحاد الكتاب اليمنيين، تلقى علومه الأولى في قريته، فحفظ المتون اللغوية والفقهية ثم انتقل إلى إريان، وأخذ على أجلة من علمائها، ثم انتقل إلى صنعاء وداوم فيها على مجالس العلم والأدب، عمل سفيرًا لليمن في مصر، ثم سفيرًا لليمن في دولة أثيوبيا، نشط سياسيًا في مناهضة حكم الأئمة وساند الثوار مما عرضه للسجن مرتين لمدة ثماني سنوات واضطر للهرب إلى مصر مدة حتى إعلان قيام الجمهورية اليمنية عام 1962 وإندلاع ثورة 26 سبتمبر.
له عدد من الدواوين المطبوعة: «الأسد الكرتون» في 1968، و«الزلال في أرض بلقيس» في 1982، و«حديث الأعوام» - 1994، و«يمن العروبة» - 1996، و«قصائد حب» - 1996، و«محطات شعرية» - 2000، و«دموع البيان» - 2000، وله قصائد في ديواني «صدى السنين»، و«مع حفيدي عام 2000» بالاشتراك مع مؤلفين آخرين.

## مؤلفات
صدرت له عدة أعمال أدبية منها:
- الشريعة المتوكلية، عدن، 1955.
- الأسد الكرتون، صنعاء، 1969.
- صدى الحنين (شعر)، بيروت.[2]
- الزلازل في أرض بلقيس، دمشق، 1983.[3]
- نقد وشعر من سجون حجّة، دمشق، 1984.
- كابوس مرعب، دمشق.
- قصص ساخرة، بيروت: منشورات دار مكتبة الحياه، 1986.[4]
- الثورة المصرية في الأدب اليمني: قصائد لمجموعة من شعراء اليمن في سجون حجة، منشورات العصر الحديث، بيروت، 1987.[5]
- الزوجة والعاشقة، بيروت، 1987.
- قصائد الحب.
- يمن العروبة.
- كتاب على صراح الوحدة اليمنية.
- رسالة ضد الظلم ومصادرة اموال المواطنين.
- حديث الأعوام، تقديم: عبد القادر الحصني، دمشق، 1994.
- القات في الأدب اليمني والفقه الإسلامي، دار مكتبة الحياة، بيروت، 1988.[6]
- شهيد الوطن القاضي العلامة عبد الله بن محمد بن يحيى الأرياني، دار العودة، دمشق، 1990.[7][8]
- من بيروت إلى حضرموت: سيرة سياسية اجتماعية ذاتية، دمشق، 1993.[9]
- الزعيمان، الزبيري والنعمان: سيرة نضالية وأحاديث وطنية وقومية موثقة، دمشق، 1997.[10]
- مذابح وأغلال: مذكرات من سجون حجة، دمشق، 1998.[11]
- الصديقان الإرياني والمعلمي على طريق النضال، مطبعة عكرمة، دمشق، 1999.[12]
- مع حفيدي عام 2000، صنعاء: الهيئة العامة للكتاب، 2003.[13]

### تحقيق وإعداد
- ملحة من سجون حجّة، عبد الرحمن بن يحيى الأرياني، شرح وتصحيح أحمد عبد الرحمن المعلمي، 1981.[14]
- الفوائد المجموعة في الأحاديث الموضوعة، محمد بن علي الشوكاني؛ بتحقيق عبد الرحمن بن يحيى المعلمي اليماني، مكتبة السنة المحمدية، 1960.[15]
- القاضي الحجة محمد بن يحيى بن محمد الإرياني، تأليف لطف بن محمد الإرياني، تحقيق وإعداد أحمد عبد الرحمن المعلمي، 1996.[16]
- اتحاف الاحباب بدمية القصر: الناعتة لمحاسن بعض أهل العصر، تأليف احمد بن محمد بن عبد الهادي قاطن الحبابي المقحفي، تقديم وتحقيق عبد الرحمن بن عبد القادر المعلمي، مكتبة الإرشاد، صنعاء، 2008.[17]
- ديوان عمارة اليمني، تأليف: عبد الرحمن يحي الارياني وأحمد عبد الرحمن المعلمي، مطبعة عكرمة، دمشق.[18]